# Traffic Lights
Traffic Lights (englisch für „Ampeln“) ist ein Lied vom 2015 veröffentlichten Studioalbum Crystal Sky der deutschen Sängerin Lena.

## Hintergrund
Er wurde von Hayley Aitken, Alexander James und Harry Sommerdahl geschrieben und von den Produktionsteams Beatgees und Biffco für ihr viertes Studioalbum, Crystal Sky (2015), produziert.
Der Song wurde am 1. Mai 2015 von Universal Music Germany als Leadsingle des Albums veröffentlicht. Die Remix-EP folgte am 12. Juni 2015. Bei YouTube erreichte das Musikvideo bis August 2025 46,4 Millionen Aufrufe.

## Rezeption

### Chartplatzierungen
| ChartsChartplatzierungen | Höchstplatzierung | Wochen |
| ------------------------ | ----------------- | ------ |
| Deutschland (GfK)        | 14 (21 Wo.)       | 21     |
| Österreich (Ö3)          | 48 (14 Wo.)       | 14     |

| ChartsJahrescharts (2015) | Platzierung |
| ------------------------- | ----------- |
| Deutschland (GfK)         | 69          |

### Auszeichnungen für Musikverkäufe
| Land/Region        | Auszeichnungen für Musikverkäufe (Land/Region, Auszeichnung, Verkäufe) | Verkäufe |
| ------------------ | ---------------------------------------------------------------------- | -------- |
| Deutschland (BVMI) | Gold                                                                   | 200.000  |
| Insgesamt          | 1× Gold ·                                                              | 200.000  |